# Michael Gordon (réalisateur)
Pour les articles homonymes, voir Michael Gordon et Gordon.

Irving Kunin Gordon, connu sous le pseudonyme Michael Gordon (né le 6 septembre 1909 à Baltimore et mort le 29 avril 1993 à Los Angeles) est un réalisateur américain.
Il est le grand-père de l'acteur Joseph Gordon-Levitt.

## Filmographie
- 1942 : Boston Blackie Goes Hollywood (en)
- 1942 : Underground Agent (en)
- 1943 : One Dangerous Night (en)
- 1943 : Crime Doctor
- 1947 : Le Traquenard (The Web)
- 1948 : La Citadelle du mal (Another Part of the Forest)
- 1948 : Le Droit de tuer (An Act of Murder)
- 1949 : Une femme joue son bonheur (The Lady Gambles)
- 1950 : L'Araignée (Woman in Hiding)
- 1950 : Cyrano de Bergerac
- 1951 : Vendeur pour dames (I Can Get It for You Wholesale)
- 1951 : L'Énigme du lac Noir (The Secret of Convict Lake)
- 1959 : Confidences sur l'oreiller (Pillow Talk)
- 1960 : Meurtre sans faire-part (Portrait in Black)
- 1962 : Garçonnière pour quatre (Boys' Night Out)
- 1963 : Trois Filles à marier (For Love or Money)
- 1963 : Pousse-toi, chérie (Move Over, Darling)
- 1965 : Le Coup de l'oreiller (A Very Special Favor)
- 1966 : Texas, nous voilà (Texas Across the River)
- 1968 : Les Années fantastiques (The Impossible Years)
- 1970 : How Do I Love Thee?